# This Man Stands Alone
This Man Stands Alone of Lawman Without a Gun is een Amerikaanse televisiefilm uit 1979 van Jerrold Freedman met Louis Gossett jr., Clu Gulager, Mary Alice, Barry Brown, Philip Michael Thomas en James McEachin.

## Verhaallijn
Het verhaal gaat over een dominee die terugkeert naar zuiden en veel in contact komt met discriminerend gedrag van de overheid en orde handhavers tegenover zwarte mensen. Daarom bindt hij de strijd aan voor de positie van sheriff.